# Biscogniauxia waitpela
Biscogniauxia waitpela är en svampart som beskrevs av Van der Gucht 1996. Biscogniauxia waitpela ingår i släktet Biscogniauxia och familjen kolkärnsvampar.   Inga underarter finns listade i Catalogue of Life.